# Brian Buley
Brian Fabián Claudio Graña, más conocido bajo su nombre artístico Brian Buley (22 de octubre de 1994), es un actor y DJ argentino. Obtuvo popularidad con su actuación en la serie de televisión El marginal (2016), dando vida al papel de Pedro "Pedrito" Pedraza durante las primeras tres temporadas de la misma.

## Biografía
Nació en el hospital Maternidad Sardá en Buenos Aires. Trabajó de cuida coches y a los 14 años hizo su primera aparición como actor en Los Santos Sucios. Luego se desempeñó en El marginal,  en Fanny la fan y en Bruno Motoneta. Realizó tareas en un mayorista como cargador y estuvo en la selección argentina de fútbol de talla baja. Tiene 7 hermanos, de los cuales algunos viven en Bahía Blanca con su madre y otros en Buenos Aires con su padre.
Sufre un problema de crecimiento el cual le causaba dolores en las piernas y dificultad para caminar. En el hospital de niños de La Plata, al que lo trasladaron luego de darse cuenta de que padecía enanismo, le ofrecieron hacerse cirugías que él rechazó y prefirió inyectarse hormonas las cuales le ayudaron a desarrollar bien su brazo y pierna derecha.
Estuvo nominado al premio "Revelación" en los Martín Fierro gracias a su participación en el El Marginal. Desde entonces la familia Ortega lo incluye con frecuencia en ficciones producidas por la misma como actor. Sebastián Ortega le regaló el Martín Fierro que El Marginal ganó, ya que afirmaba que se lo merecía. Reside en la Zona Sur del Gran Buenos Aires.

## Filmografía
- Los Santos sucios  (2009) - Brian
- Dromómanos  (2012) - Pedrito
- Bruno Motoneta  (2018) - Marcelo García
- El amor es más fácil  (2020)
- Quemar las naves  (2021) - Victorino
- El Magistral (parodia del Marginal ) (2022)
- Garganta profunda (2023)

## Televisión
| Año         | Ficción      | Personaje               | Medio      | Notas                                                  |
| ----------- | ------------ | ----------------------- | ---------- | ------------------------------------------------------ |
| 2016 - 2022 | El Marginal  | Pedro «Pedrito» Pedraza | TV Pública | Reparto principal (temporada 1-3); Cameo (temporada 4) |
| 2017        | Fanny la fan | Buby                    | Telefe     | Participación especial                                 |

## Premios y nominaciones
Nominación: "Revelación" (o "Actor Revelación") en los Premios Martín Fierro - 2017